# Freisinggraben
Freisinggraben ist eine Rotte und Streusiedlung im Bezirk Voitsberg in der Weststeiermark, die in den Gemeindegebieten von Bärnbach und Kainach bei Voitsberg liegt.

## Ortsname und Geografie
Der Namensteil Freising- leitet sich wahrscheinlich vom slowenischen brusnica für Preiselbeere ab, welcher ursprünglich als slawischer Vegetationsname und nicht als Siedlungsname verwendet wurde. Eine andere Herleitung vom slawischen Etymon *Brusĭnica, welches sich wiederum von *brusŭ ableitet, was so viel wie Wetzstein oder Balken bedeutet ist auch möglich und würde dann so viel wie Balkenbach bedeuten.
Freisinggraben liegt im zentralen Teil der Stadtgemeinde Bärnbach, nordwestlich des Hauptortes Bärnbach sowie im südlichen Teil der Gemeinde Kainach bei Voitsberg, südöstlich des Hauptortes Kainach bei Voitsberg, direkt an der Gemeindegrenze zwischen den beiden Gemeinden. Der Ortsteil in Bärnbach liegt im nordwestlichen Teil der Katastralgemeinde Bärnbach sowie dem östlichen Teil der Katastralgemeinde Piberegg während sich der Ortsteil in Kainach bei Voitsberg im Süden der Katastralgemeinde Kohlschwarz befindet. Freisinggraben liegt auf beiden Seiten des Freisingbaches und den anschließenden Anhöhen.

## Geschichte
Der heutige Ort Freisinggraben entstand als Teil eines hochmittelalterlichen Rodungsgebietes im 11. bis 13. Jahrhundert und bestand ursprünglich aus Einzelhöfen und Einödfluren. Die erste urkundliche Erwähnung des Ortes erfolgte 1268/69 als Freusnitz. Weitere urkundliche Erwähnung des Ortes erfolgten 1318 als Vrevznich, 1403 als die hueb an dem Frewssing, 1494 als am Freissing sowie schließlich 1577 als Freising und Freysing Graben.  Zumindest ab dem 13. Jahrhundert befanden sich am Hemmerberg im Freisinggraben Sandsteinbrüche, welche unter anderem Grab- und Wetzsteine produzierten. Im Jahr 1277 wurde Hainzo de Freuznich aus der Familie der Freisinger erwähnt, welche im Freisinggraben ihren Ansitz hatten. Er war zugleich auch der letzte namentlich genannte seiner Familie, welche vor 1318 ausstarb. Danach hatten die Reysacher ihren Ansitz auf dem Reintalerhof. Ernst Freisinger wurde 1446 genannt und es ist bekannt, dass dieser schon vor 1419 den Reintalerhof an den Grazer Juden Schallam verpfändet hatte. Balthasar Oberleitner besaß einige Zehente in Freisinggraben, welche er am 22. Juni 1482 an die Pfarrkirche Graden verkaufte.
Bis 1848 gehörten die Einwohner zur Grundherrschaft der Herrschaften Alt-Kainach, Altenberg, Graden, Greißenegg, Hohenburg, Kleinkainach, Lankowitz, Obervoitsberg, Piber, Plankenwarth sowie Reiteregg. die Herrschaft Obervoitsberg hob auch das Gerichtsgetreide ein während das Marchfutter an das Marchfutteramt in Graz ging. Freisinggraben gehörte bis 1846 zum Werbbezirk der Herrschaft Piber und danach zum Werbbezirk der Herrschaft Lankowitz.
Nach dem Ende des Zweiten Weltkrieges im Jahr 1945 verlief die Demarkationslinie zwischen den englischen und den russischen Besatzungstruppen durch den Freisinggraben. Bis zum Jänner 1952 wurde Freisinggraben durch die Trafogemeinschaft Freisinggraben elektrifiziert. Im Jahr 1976 wurde von 33 Mitgliedern die Agrargemeinschaft Freisinggraben gegründet, welche aus Teilen des ehemaligen Forstamtes von Piberegg entstand.

## Wirtschaft und Infrastruktur
Freisinggraben ist landwirtschaftlich geprägt. Der Reintalerhof, ein ehemaliger Adelssitz ist heute ein Außenbetrieb des Bundesgestüts Piber und an der Zucht der Lipizzaner beteiligt. Weiters gibt es seit 1976 die Agrargemeinschaft Freisinggraben. Früher befanden sich auch einige Sandsteinbrüche am Hemmerberg im Freissinggraben, welche unter anderem Grab- und Wetzsteine produzierten.

## Sehenswürdigkeiten und Bauwerke
Zu den Sehenswürdigkeiten im Ort gehört der Reintalerhof, ein ehemaliger Adelssitz, welcher heute zum Bundesgestüts Piber gehört.